# 木什乡
木什乡，是中华人民共和国新疆维吾尔自治区喀什地区疏附县下辖的一个乡镇级行政单位。

## 行政区划
木什乡下辖以下地区：
谢热克萨依村、库勒买里斯村、博斯坦村、艾普拉特村、尼牙孜阿吾让萨依村、艾斯里木什村、吾斯塘博依村、明尧勒村和英吾斯塘博依村。